# Винер, Карл фон
Карл фон Винер (нем. Karl von Wiener; 26 октября 1863, Вена — 12 апреля 1945, Вена) — австрийский юрист и деятель культуры.
Окончил Венский университет, доктор права. С 1885 года на государственной службе в министерствах культуры и образования. Представлял правительство Австрии в многочисленных международных и национальных комитетах, в том числе в комитете по проведению выставки искусств в рамках Всемирной выставки 1900 года в Париже. В 1906 году отвечал за инспекцию музыкальных школ Австрии.
C 1901 года входил от правительства в совет директоров венского Общества друзей музыки, управлявшего Венской консерваторией. В 1907 году занимался передачей консерватории из-под управления Общества под контроль государства, в результате чего в 1908 году занял пост президента консерватории, работая в тесном контакте с директором консерватории дирижёром Вильгельмом Боппом. В период их совместного руководства в составе консерватории была открыта школа дирижёров (1909) и школа церковной музыки (1910), построено новое здание (1913), приглашён для преподавания ряд известных специалистов. В 1919 году фон Винер и Бопп вышли в отставку. Тем не менее республиканское руководство министерства культуры в 1930 году вновь обратилось к услугам фон Винера, назначив его руководить комиссией по проверке работы Венской музыкальной академии и Высшей профессиональной школы музыки и театра — двух учебных заведений, на которые за шесть лет до этого разделилась Венская консерватория. По итогам этой проверки в 1931 году оба заведения были вновь объединены, а фон Винер вновь занял пост президента (в паре с Францем Шмидтом как ректором), но проработал на нём всего один год.
Награждён австрийскими, прусскими, баварскими, французскими, сербскими, российскими (орден Станислава II класса, 1896) государственными наградами.